# Corydalis fimbrillifera
Corydalis fimbrillifera là một loài thực vật có hoa trong họ Anh túc. Loài này được Korsh. mô tả khoa học đầu tiên năm 1898.